# Cursa de la Pau
La Cursa de la Pau (en txec Zavod-Miru, en polonès Wyszig Pokoju, en alemany Friedensfahrt) fou una cursa ciclista per etapes que es disputà entre el 1948 i el 2006. Des del 2013, la cursa s'ha reactivat sent reservada per ciclistes sub-23.
El primer vencedor fou August Prosinek, mentre que Steffen Wesemann és, amb 5 victòries, qui més vegades l'ha guanyat.

## Història
Organitzada pels diaris dels partits comunistes de Polònia, el Trybuna Ludu i Txecoslovàquia, el Rudé Právo. Fins al 1951 la cursa es disputà entre Varsòvia i Praga i viceversa. El 1952 el diari Neues Deutschland, organ del Partit Socialista Unificat d'Alemanya s'afegeix a l'organització, amb la qual cosa la Cursa de la Pau alterna les seves sortides i arribades a les tres capitals, Berlín, Praga i Varsòvia. Aquesta organització, amb l'excepció de 1969 en què Praga renuncia a l'organització, perdurarà fins al 1984. El 1985 i 1986 s'afegeix a l'organització el diari soviètic Pravda i això farà que se surti des de Moscou i Kíev. El 1987 es torna al recorregut tradicional, tot i que el 1989 s'acaba a Bratislava. Els canvis polítics produïts entre 1989 i 1991 a l'Europa de l'Est provoquen un canvi profund en la prova, amb una reudcciió important del recorregut i perdent bona part de l'elit del ciclisme mundial, passant a ser una cursa de categoria inferior, fins que el 2006 es disputà la darrera edició.
El 2013, es crea una nova cursa anomenada Cursa de la Pau sub-23 reservada a ciclistes sub-23.

## Palmarès
| Any  | Guanyador                | 2n                      | 3r                   |
| ---- | ------------------------ | ----------------------- | -------------------- |
| 1948 | August Prosinek          | Roman Sieminski         | Waclaw Wojcik        |
| 1948 | Alexandre Zoric          | Emanuel Krejcu          | Jozef Kapiak         |
| 1949 | Jan Veselý               | Maurice Herbulot        | Charles Riegert      |
| 1950 | Willi Emborg             | Bronislaw Klabinski     | Vlastimil Ruzicka    |
| 1951 | Kaj Allan Olsen          | Lothar Meister          | Francesco Ferri      |
| 1952 | Ian Steel                | Jan Veselý              | Jean Stablinski      |
| 1953 | Christian Pedersen       | Hans-Edmund Andresen    | Gustav-Adolf Schur   |
| 1954 | Eluf Dalgaard            | Vlastimil Ruzicka       | René Van Meenen      |
| 1955 | Gustav-Adolf Schur       | Jan Veselý              | Stanley Brittain     |
| 1956 | Stanisław Królak         | Constantin Dumitrescu   | Nikolaï Kolumbet     |
| 1957 | Nentcho Christov         | Stanley Brittain        | Víktor Kapitónov     |
| 1958 | Piet Damen               | Boris Biebienin         | Alfons Hermans       |
| 1959 | Gustav-Adolf Schur       | René Vanderveken        | Romeo Venturelli     |
| 1960 | Erich Hagen              | Jean-Baptiste Claes     | Willy Vanden Berghen |
| 1961 | Iuri Mélikhov            | Víktor Kapitónov        | Bernhard Eckstein    |
| 1962 | Gainan Saidschushin      | Iuri Mélikhov           | Stanisław Gazda      |
| 1963 | Klaus Ampler             | August Verhaegen        | Camille Vyncke       |
| 1964 | Jan Smolík               | Gunther Hoffmann        | Dieter Wiedemann     |
| 1965 | Guennadi Lebediev        | Pavel Dolezel           | Jan Kudra            |
| 1966 | Bernard Guyot            | Alexander Dochljakov    | Axel Peschel         |
| 1967 | Marcel Maes              | Angel Kirilov           | Jan Magiera          |
| 1968 | Axel Peschel             | Karel Vavra             | Jan Magiera          |
| 1969 | Jean-Pierre Danguillaume | Ryszard Szurkowski      | Dieter Gonschorek    |
| 1970 | Ryszard Szurkowski       | Marcel Duchemin         | Zygmunt Hanusik      |
| 1971 | Ryszard Szurkowski       | Zenon Czechowski        | Anatoly Starkov      |
| 1972 | Vlastimil Moravec        | Vladislav Nelyubin      | Wolfram Kuhn         |
| 1973 | Ryszard Szurkowski       | Stanislaw Szozda        | Valeri Likhatxov     |
| 1974 | Stanislaw Szozda         | Nikolai Gorelov         | Miloš Hrazdíra       |
| 1975 | Ryszard Szurkowski       | Hans-Joachim Hartnick   | Aavo Pikkuus         |
| 1976 | Hans-Joachim Hartnick    | Stanislaw Szozda        | Gerhard Lauke        |
| 1977 | Aavo Pikkuus             | Vladimir Osokin         | Tadeusz Mytnik       |
| 1978 | Alexandre Averine        | Iuri Zacharov           | Mircea Romaşcanu     |
| 1979 | Sergei Soukoroutchenkov  | Andreas Petermann       | Krysztof Sujka       |
| 1980 | Iuri Bàrinov             | Peter Winnen            | Olaf Ludwig          |
| 1981 | Charkid Zagretdinov      | Sergei Soukoroutchenkov | Ivan Mitchenko       |
| 1982 | Olaf Ludwig              | Charkid Zagretdinov     | Iuri Bàrinov         |
| 1983 | Falk Boden               | Oleh Petròvitx Txujda   | Olaf Ludwig          |
| 1984 | Sergei Soukoroutchenkov  | Nentcho Staikov         | Olaf Ludwig          |
| 1985 | Lech Piasecki            | Andrzej Mierzejewski    | Uwe Ampler           |
| 1986 | Olaf Ludwig              | Vladimir Poulnikov      | Assiat Saítov        |
| 1987 | Uwe Ampler               | Petar Petrov            | Andrzej Mierzejewski |
| 1988 | Uwe Ampler               | Vladimir Poulnikov      | Piotr Ugriúmov       |
| 1989 | Uwe Ampler               | Olaf Jentzsch           | Zenon Jaskuła        |
| 1990 | Ján Svorada              | Bert Dietz              | Pavel Padrnos        |
| 1991 | Viktor Rjaksinski        | Dariusz Baranowski      | Miroslav Liptak      |
| 1992 | Steffen Wesemann         | Bert Dietz              | Tomasz Brożyna       |
| 1993 | Jaroslav Bilek           | František Trkal         | Pavel Padrnos        |
| 1994 | Jens Voigt               | Ralf Grabsch            | František Trkal      |
| 1995 | Pavel Padrnos            | Dariusz Baranowski      | Tomasz Brozyna       |
| 1996 | Steffen Wesemann         | Michael Andersson       | Serguei Ivanov       |
| 1997 | Steffen Wesemann         | Christian Henn          | Jens Voigt           |
| 1998 | Uwe Ampler               | Steffen Wesemann        | Piotr Wadecki        |
| 1999 | Steffen Wesemann         | Raimondas Rumšas        | Tomasz Brozyna       |
| 2000 | Piotr Wadecki            | Piotr Przydział         | Steffen Wesemann     |
| 2001 | Jakob Piil               | Aitor Garmendia         | Radosław Romanik     |
| 2002 | Ondřej Sosenka           | Aitor Garmendia         | Piotr Chmielewski    |
| 2003 | Steffen Wesemann         | Ondřej Sosenka          | Tomáš Konečný        |
| 2004 | Michele Scarponi         | Sławomir Kohut          | Roger Beuchat        |
| 2005 | No disputada             |                         |                      |
| 2006 | Giampaolo Cheula         | Andrea Tonti            | Cristian Gasperoni   |

## Altres dades
| Any  | Recorregut                            | Vencedor                 | Etapes | Km    |
| ---- | ------------------------------------- | ------------------------ | ------ | ----- |
| 1948 | Varsòvia - Praga                      | August Prosinek          | 5      | 872   |
| 1948 | Praga - Varsòvia                      | Alexander Zoric          | 7      | 1.104 |
| 1949 | Praga - Varsòvia                      | Jan Veselý               | 8      | 1.259 |
| 1950 | Varsòvia - Praga                      | Willi Emborg             | 9      | 1.539 |
| 1951 | Praga - Varsòvia                      | Kaj Allan Olsen          | 9      | 1.539 |
| 1952 | Varsòvia - Berlín - Praga             | Ian Steel                | 12     | 2.146 |
| 1953 | Praga - Berlín - Varsòvia             | Christian Pedersen       | 12     | 2.232 |
| 1954 | Varsòvia - Berlín - Praga             | Eluf Dalgaard            | 13     | 2.033 |
| 1955 | Praga - Berlín - Varsòvia             | Gustav-Adolf Schur       | 13     | 2.176 |
| 1956 | Varsòvia - Berlín - Praga             | Stanisław Królak         | 12     | 2.242 |
| 1957 | Praga - Berlín - Varsòvia             | Necio Christov           | 12     | 2.209 |
| 1958 | Varsòvia - Berlín - Praga             | Piet Damen               | 12     | 2.210 |
| 1959 | Berlín - Praga - Varsòvia             | Gustav-Adolf Schur       | 13     | 2.061 |
| 1960 | Praga - Varsòvia - Berlín             | Erich Hagen              | 13     | 2.168 |
| 1961 | Varsòvia - Berlín - Praga             | Iuri Mélikhov            | 13     | 2.371 |
| 1962 | Berlín - Praga - Varsòvia             | Gainan Saidkhujin        | 14     | 2.397 |
| 1963 | Praga - Varsòvia - Berlín             | Klaus Ampler             | 15     | 2.533 |
| 1964 | Varsòvia - Berlín - Praga             | Jan Smolík               | 14     | 2.211 |
| 1965 | Berlín - Praga - Varsòvia             | Guenadi Lebediev         | 14     | 2.309 |
| 1966 | Praga - Varsòvia - Berlín             | Bernard Guyot            | 14     | 2.301 |
| 1967 | Varsòvia - Berlín - Praga             | Marcel Maes              | 16     | 2.298 |
| 1968 | Berlín - Praga - Varsòvia             | Axel Peschel             | 16     | 2.172 |
| 1969 | Varsòvia - Berlín                     | Jean-Pierre Danguillaume | 15     | 2.030 |
| 1970 | Praga - Varsòvia - Berlín             | Ryszard Szurkowski       | 15     | 1.976 |
| 1971 | Varsòvia - Berlín - Praga             | Ryszard Szurkowski       | 14     | 1.895 |
| 1972 | Berlín - Praga - Varsòvia             | Vlastimil Moravec        | 14     | 2.025 |
| 1973 | Praga - Varsòvia - Berlín             | Ryszard Szurkowski       | 18     | 2.083 |
| 1974 | Varsòvia - Berlín - Praga             | Stanisław Szozda         | 14     | 1.806 |
| 1975 | Berlín - Praga - Varsòvia             | Ryszard Szurkowski       | 13     | 1.923 |
| 1976 | Praga - Varsòvia - Berlín             | Hans-Joachim Hartnick    | 15     | 1.974 |
| 1977 | Varsòvia - Berlín - Praga             | Aavo Pikkuus             | 13     | 1.556 |
| 1978 | Berlín - Praga - Varsòvia             | Alexander Awerin         | 13     | 1.847 |
| 1979 | Praga - Varsòvia - Berlín             | Sergei Soukoroutchenkov  | 14     | 1.796 |
| 1980 | Varsòvia - Berlín - Praga             | Iuri Barinov             | 15     | 2.095 |
| 1981 | Berlín - Praga - Varsòvia             | Charkid Zagretdinov      | 15     | 1.887 |
| 1982 | Praga - Varsòvia - Berlín             | Olaf Ludwig              | 13     | 1.946 |
| 1983 | Varsòvia - Berlín - Praga             | Falk Boden               | 12     | 1.899 |
| 1984 | Berlín - Praga - Varsòvia             | Sergei Soukoroutchenkov  | 11     | 1.689 |
| 1985 | Praga - Moscou - Varsòvia - Berlín    | Lech Piasecki            | 12     | 1.712 |
| 1986 | Kiev - Varsòvia - Berlín - Praga      | Olaf Ludwig              | 15     | 2.138 |
| 1987 | Berlín - Praga - Varsòvia             | Uwe Ampler               | 14     | 1.987 |
| 1988 | Bratislava - Katowice - Berlín        | Uwe Ampler               | 13     | 2.008 |
| 1989 | Varsòvia - Berlín - Praga             | Uwe Ampler               | 12     | 1.927 |
| 1990 | Berlín - Slušovice - Bielsko-Biała    | Jan Svorada              | 11     | 1.595 |
| 1991 | Praga - Varsòvia                      | Viktor Rjaksinski        | 9      | 1.261 |
| 1992 | Berlín - Karpacz - Mladá Boleslav     | Steffen Wesemann         | 9      | 1.348 |
| 1993 | Tábor - Nový Bor                      | Jaroslav Bílek           | 9      | 1.342 |
| 1994 | Tábor - Trutnov                       | Jens Voigt               | 9      | 1.354 |
| 1995 | Č. Budějovice - Oberwiesenthal - Brno | Pavel Padrnos            | 10     | 1.379 |
| 1996 | Brno - Żywiec - Leipzig               | Steffen Wesemann         | 10     | 1.703 |
| 1997 | Potsdam - Żywiec - Brno               | Steffen Wesemann         | 11     | 1.629 |
| 1998 | Poznań - Karlovy Vary - Erfurt        | Uwe Ampler               | 10     | 1.591 |
| 1999 | Znojmo - Plzeň - Magdeburg            | Steffen Wesemann         | 10     | 1.613 |
| 2000 | Hanover - Kudowa-Zdrój - Praga        | Piotr Wadecki            | 10     | 1.608 |
| 2001 | Łódź - Plzeň - Potsdam                | Jakob Piil               | 10     | 1.611 |
| 2002 | Č. Budějovice - Chemnitz - Varsòvia   | Ondřej Sosenka           | 10     | 1.470 |
| 2003 | Olomuc - Walbrzych - Erfurt           | Steffen Wesemann         | 9      | 1.552 |
| 2004 | Brussel·les - Wroclaw - Praga         | Michele Scarponi         | 9      | 1.580 |
| 2006 | Linz - Karlovy Vary - Hanover         | Giampaolo Cheula         | 8      | 1.283 |